# 金森赤レンガ倉庫
金森赤レンガ倉庫（かねもりあかレンガそうこ、英文表記:Kanemori Red Brick Warehouse）は、北海道函館市にある赤レンガ倉庫群の名称。金森商船株式会社が管理・運営を行う。金森商船は、大分県出身の実業家、初代渡邉熊四郎が明治時代に開業した「金森洋物店」が起源である。現在はショッピングモールやビアホール・レストランが入居する、函館の観光名所となっている。この地域一帯は重要伝統的建造物群保存地区、街並みは北海道遺産に選定されている。

## 沿革

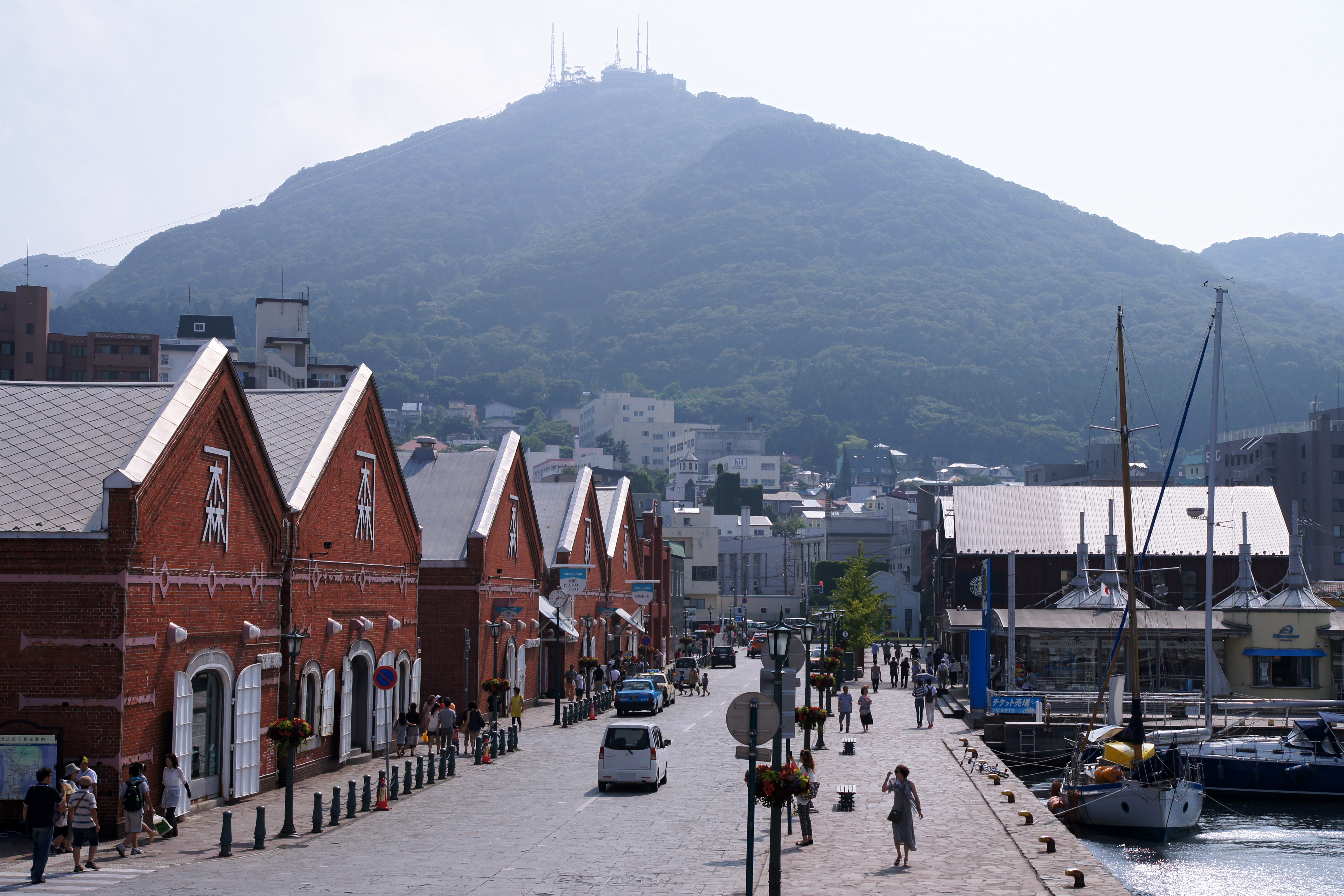
函館港西波止場（右奥）と金森赤レンガ倉庫（左）

現在倉庫群が位置しているのは、幕末に造船所や外人居留地があった埋立地である。この地は「地蔵町築島」と呼ばれ、明治時代以降は「船場町」という名に改称された。1872年には開拓使の官吏であった福士成豊により、日本人による最初の気象観測が行われた場所でもある。
1863年（文久3年）に大分県出身の初代渡邉熊四郎が長崎県から箱館に渡り、1869年（明治2年）、大町に金森森屋洋物店を開業した。これが現在の赤レンガ倉庫の起源となる。背景として、同年に榎本武揚らが率いた旧幕府軍が洋装の官軍に次々と倒されるのを見て洋服の時代を確信したことがあったとされる。函館市内に開拓使出張所が設置された経緯がある。洋物店開業の際、屋号を森屋とした。現在もレンガ建物に描かれている、「曲尺（かねじゃく）」（“金”にも掛けている）に「森」の字のトレードマークは、この開業の時の商標である。曲尺の記号には律義でまっすぐという意味があり、商売に駆け引きは不要としていた初代らしい屋号である。
1884年（明治17年）頃より、渡邉熊四郎は自身の事業に倉庫が必要であると考え始めた。翌1885年（明治18年）には共同運輸会社と郵便汽船三菱会社が合併し、日本郵船会社が設立。この合併により共同運輸会社がそれまで使用していた倉庫建物や地所が不要となっていたため、熊四郎がそれらを買い取り1887年（明治20年）より営業倉庫業を始めた。これは函館市内において最初の営業倉庫業であった。1890年（明治23年）頃には海運業が栄え、最初は不振だった倉庫業も倉庫の数が不足するほどに、預り貨物の量が増えていった。その後は金森船具店などを開業する傍ら倉庫の数を増やし、建物の建材には煉瓦や瓦が壁や屋根に使用された。また、同年にドイツの商人が住んでいた洋館を買い上げて場所を湯川へと移動させ、洋館のあった場所に倉庫を建設していった。
その後も業務を拡大し、1656坪の土地に21棟もの倉庫を所有するまでに成長。一方熊四郎は1898年（明治31年）に函館麦酒醸造所の設立へ尽力し、函館ビヤホールを開店。これが現在の函館ビヤホールの起源となる。しかし、1907年（明治40年）11月30日に初代渡邉熊四郎が死去、同年8月には東川町を始めとし、倉庫群で大規模な火災が発生した。この大火災により、焼失した街は3分の1を残すのみとなる。金森倉庫も大きな被害を受け、6棟の倉庫を火事で失った。しかし、すぐに不燃質の建材を用いた倉庫再建の指示が下り、1909年（明治42年）5月には完成。なお、同じ函館市内で1901年に建設された函館どつくレンガ倉庫（旧弁天倉庫）は、この大火災を免れて現存している最古級の赤レンガ倉庫建築である。翌1910年（明治43年）には収益をあげるまでに事業は回復し、復興の早さで再び函館市の倉庫業における中心的役割を担った。
昭和の後期にさしかかると、飛行機などの輸送形態が変化したことや、北洋漁業や造船業が縮小され、函館港の港湾機能も当地区から離れた北東部に移行するなどの社会的な変化を背景に、倉庫業は徐々にその規模を縮小せざるを得なくなった。一方、金森倉庫建物は「伝統的建造物」に指定されて注目され、メディアに取り上げられるようになった。1988年（昭和63年）には倉庫の一角が「函館ヒストリープラザ」として利用されることとなり、以降は「BAYはこだて」や「函館クリスマススクエア」など、様々な業態の店舗に生まれ変わった。
1989年（平成元年）、金森船具店に改装が施され、金森美術館がオープン。これはフランス国外において唯一のバカラミュージアムとなった（2009年閉館）。さらに、1994年（平成6年）に金森倉庫のおよそ35%にあたる部分を改装し、金森洋物館が開店。2003年（平成15年）に日本郵船からBAYはこだてを取得して一体的に運営されることとなり、現在に至る。2010年には「赤レンガ倉庫活用で観光振興に貢献」した功績により北海道新聞文化賞を受賞した。

## 概要

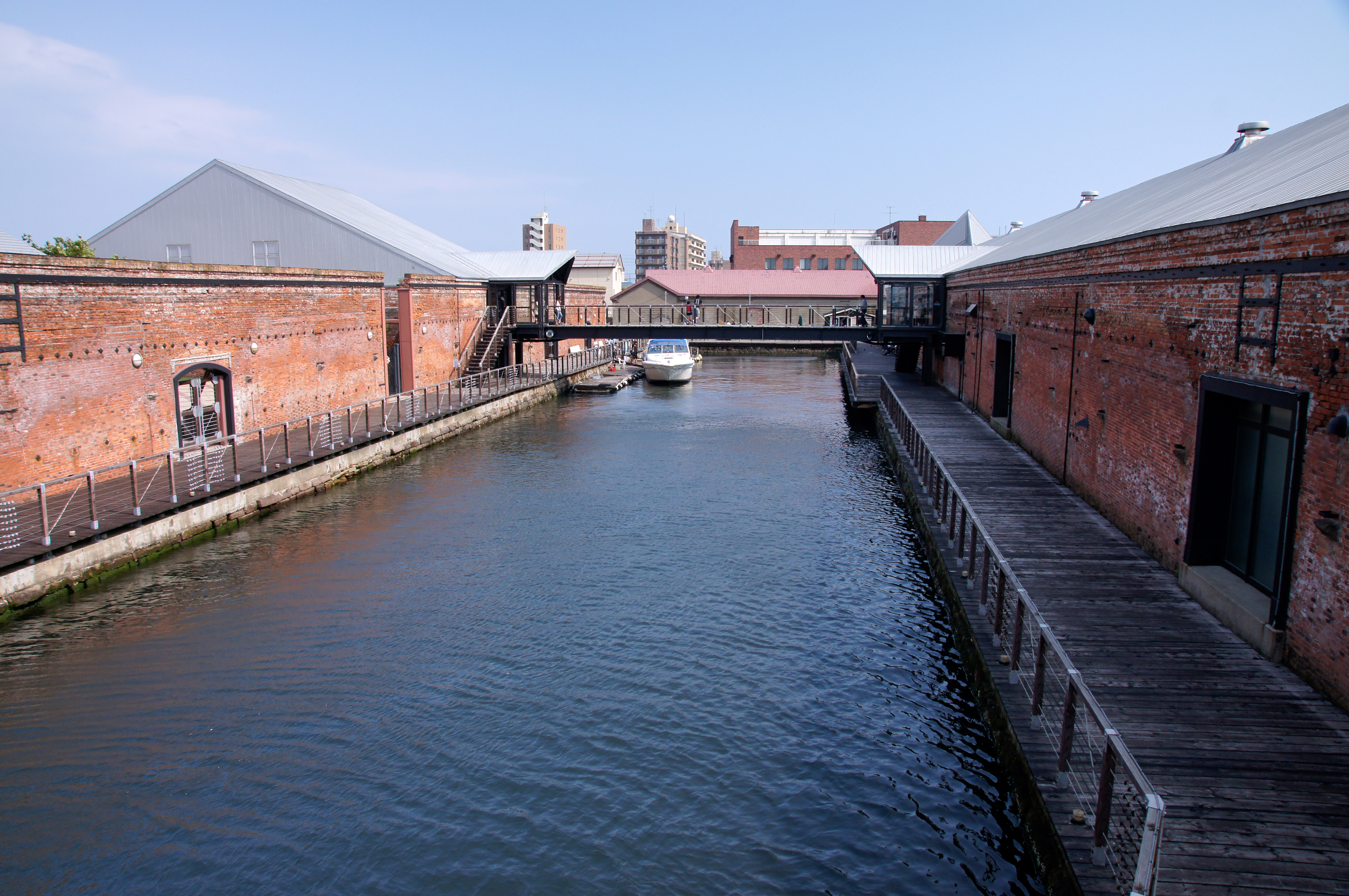
運河とBAYはこだて

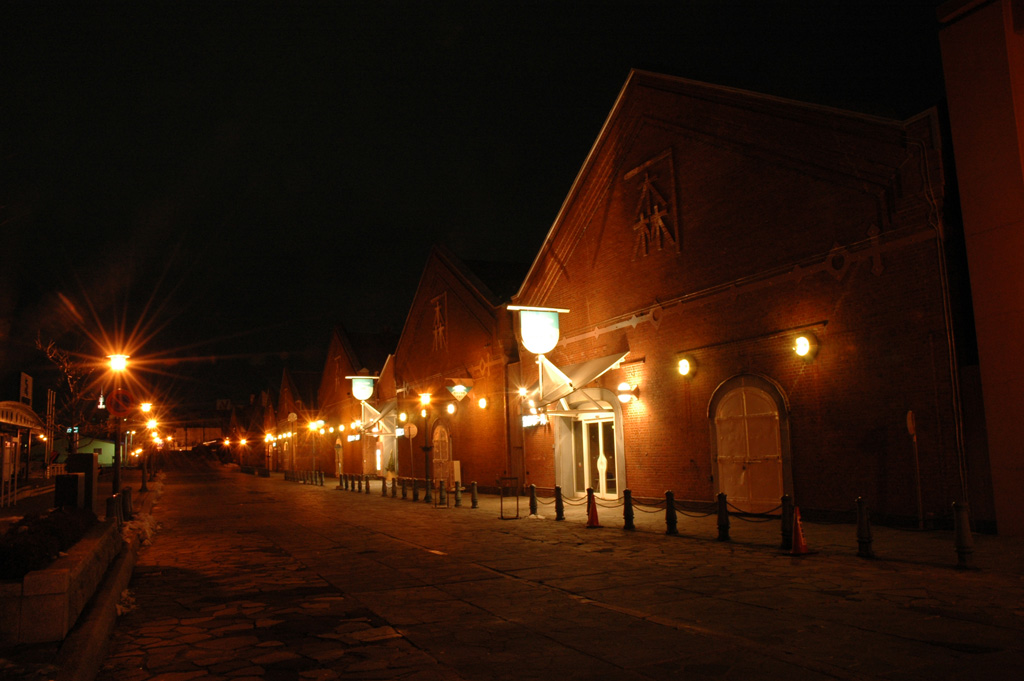
夜景（2007年）

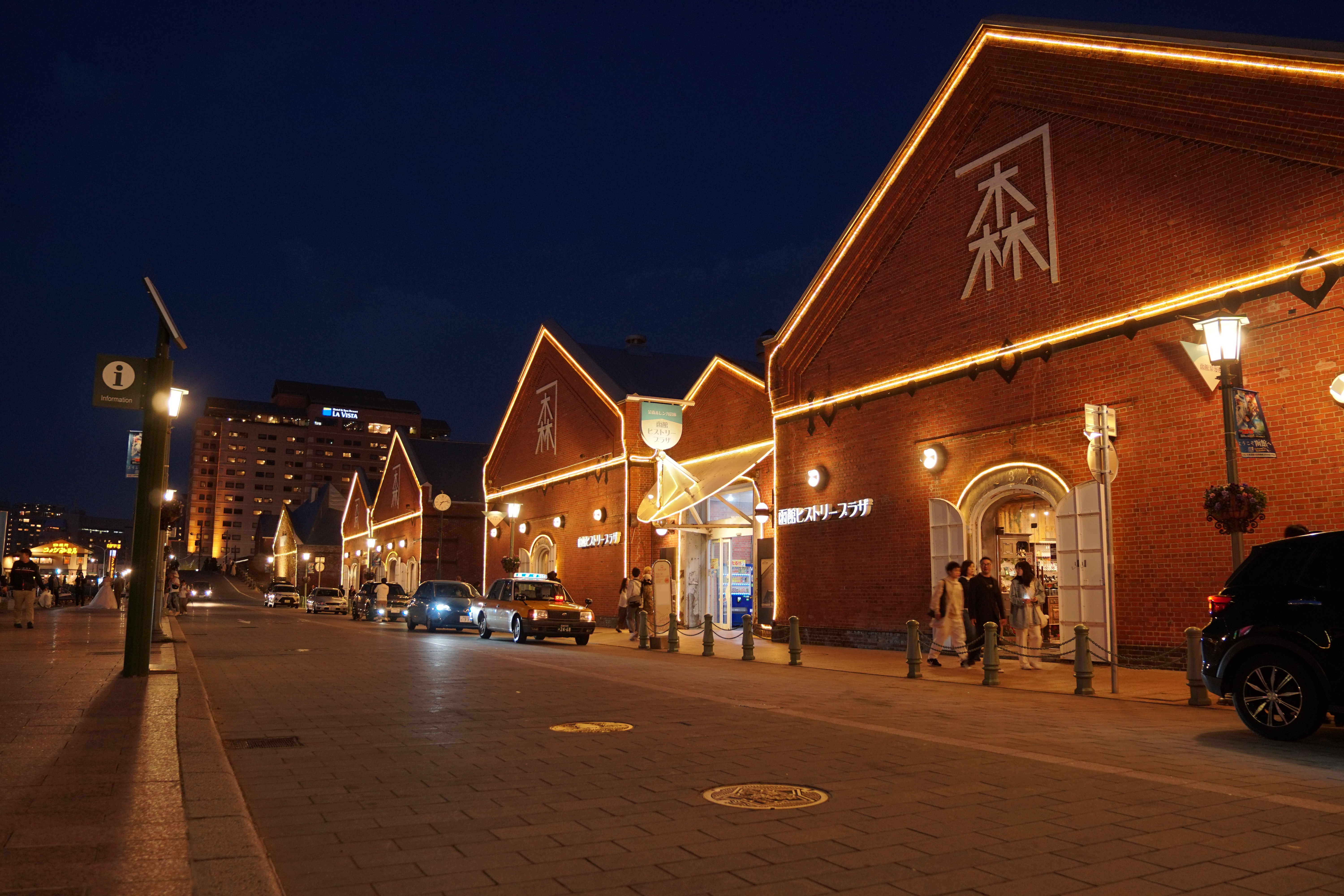
夜景（2024年）

金森赤レンガ倉庫は函館市末広町に位置し、函館湾に面したウォーターフロントに立ち並んでいる。現在営業している施設はイベントホール・レストランなどの店舗が入居する商業施設「BAYはこだて」、展示ホールや函館ビヤホールが入っている「函館ヒストリープラザ」、アンティークなどの輸入雑貨やクリスマス用品を扱う「金森洋物館」、コンサートや展示会、ウェディングプランも引き受ける「金森ホール」が主である。また、1020坪に及ぶ金森倉庫は、現在も倉庫として利用されている。
広さおよそ440平方メートル・約200名が入場可能な金森ホールでは、これまで秋吉敏子や田代慎之助をはじめとするコンサートが行われているほか、アンディ・ウォーホル展、ヒロ・ヤマガタ展などの展示会が行われている。その他、レンガ倉庫をかたどったクッキーなど、日本各地・世界各国より年間150〜200万人に上る観光客へ向けたお土産品も取りそろえている。
また、毎年12月に行われるイベント、はこだてクリスマスファンタジーでは、姉妹都市のカナダ・ハリファックス市からおくられる巨大なクリスマスツリーに装飾が施され、金森倉庫群前の海上に設置される。倉庫前はこのツリーの点灯式会場となるなどイベントが行われ、一定の時間になるとツリーのイルミネーションが行われる。
近隣には元々金森洋物店として機能していた函館市立博物館郷土資料館、はこだて明治館（旧函館郵便局）、北方歴史資料館（2013年閉館）などがある。

## アクセス
JR函館駅から車で5分、徒歩で15分。函館市電十字街停留場から徒歩2分。